# Liste fraktionsloser Mitglieder des Deutschen Bundestags
Die Liste der fraktionslosen Mitglieder des Deutschen Bundestags enthält diejenigen Abgeordneten im Deutschen Bundestag, die – auch vorübergehend – keiner Fraktion bzw. Gruppe angehören bzw. angehörten.
| Bundes- tag | Politiker/in                      | Zeitraum                                                       | gewählt für | Bemerkung |
| ----------- | --------------------------------- | -------------------------------------------------------------- | ----------- | --- |
| 1.          | Hermann Clausen                   | bis 22. Jan. 1952 ab 3. Jul. 1953                              | SSW         | zwischenzeitlich Gast der FU-Fraktion |
| 1.          | Franz Ott                         | bis 1. Mai 1950 12. bis 25. Mär. 1952 ab 26. Jun. 1952         | –           | als unabhängiger Einzelkandidat gewählt, 1950 Gast der WAV, dann BHE/DG, 1952 Gast der DP-Fraktion                                                 |
| 1.          | Wolfgang Hedler                   | 19. Jan. 1950 bis 27. Mär. 1950 16. Sep. 1950 bis 29. Apr 1953 | DP          | aus DP ausgeschlossen, 1950 Mitglied der DRP/Gruppe Nationale Rechte, zu Ende WAV-Gruppe, kandidierte 1953 für DNS                                 |
| 1.          | Adolf von Thadden                 | ab 20. Apr. 1950                                               | DKP-DRP     | |
| 1.          | Franz Richter                     | 6. Sep. 1950 bis 12. Dez. 1950 26. Sep. 1951 bis 21. Feb. 1952 | DKP-DRP     | eigentlich Fritz Rößler, aus DRP ausgeschlossen, Mitgründer der SRP, 1951 WAV-Fraktion, 1952 aus Bundestag ausgeschieden                           |
| 1.          | Hermann Aumer                     | ab 8. Sep. 1950                                                | BP          | aus Partei ausgeschlossen |
| 1.          | Wilhelm Rahn                      | 8. Sep. 1950 bis 16. Okt. 1950                                 | BP          | Wechsel zu WAV-Gruppe, Feb. 1951 Wechsel zu CSU |
| 1.          | Heinrich Leuchtgens               | 5. Okt. 1950 bis 5. Dez. 1950 ab 27. Jul. 1953                 | FDP         | als Vorsitzender der NDP auf FDP-Liste gewählt, Mitglied der Gruppe Nationale Rechte; 1950 bis 1953 DP                                             |
| 1.          | Günter Goetzendorff               | 5. Okt. 1950 bis 28. Apr. 1953                                 | WAV         | 29. Mär. bis 4. Okt. 1950 Gruppe Nationale Rechte, zu Ende wieder WAV-Gruppe                                                                       |
| 1.          | Wilhelm Paschek                   | 5. Okt. 1950 bis 29. Jan. 1951                                 | WAV         | 29. Mär. bis 4. Okt. 1950 Gast der Nationale Rechte, zurück zur WAV                                                                                |
| 1.          | Heinz Frommhold                   | 5. Okt. 1950 bis 25. Mär. 1952 ab 11. Feb. 1953                | DKP-DRP     | Auflösung der Gruppe Nationale Rechte, 1952/53 Gast der DP-Fraktion                                                                                |
| 1.          | Hans Friedrich                    | 5. Okt. 1950 bis 15. Nov. 1950                                 | FDP         | aus FDP ausgetreten, gründete BHE/DG-Gruppe, danach wieder Gast der FDP-Fraktion                                                                   |
| 1.          | Kurt Müller                       | ab 5. Okt. 1950                                                | KPD         | aus Partei ausgeschlossen |
| 1.          | Elimar Freiherr von Fürstenberg   | 7. Nov. 1950 bis 18. Jan. 1951                                 | BP          | Wechsel zur CSU |
| 1.          | Anton Donhauser                   | 8. Nov. 1950 bis 17. Sep. 1952                                 | BP          | Wechsel zur CSU |
| 1.          | Fritz Dorls                       | bis 12. Dez. 1950 ab 26. Sep. 1951                             | DKP-DRP     | 1949 Mitgründer der SRP, zwischenzeitlich Mitglied der WAV-Fraktion                                                                                |
| 1.          | Wilhelm Bahlburg                  | 7. Sep. 1951 bis 22. Jan. 1952 ab 4. Sep. 1952                 | DP          | aus Partei ausgetreten |
| 1.          | Alfred Loritz                     | 6. Dez. 1951 bis 28. Apr. 1953                                 | WAV         | WAV-Fraktion aufgelöst |
| 1.          | Elfriede Jaeger                   | ab 29. Feb. 1952                                               | DKP-DRP     | Nachrückerin, kandidierte 1953 für DNS |
| 1.          | Hans Tichi                        | ab 21. März 1952                                               | WAV         | seit 13. Okt. 1950 Mitglied der BHE/DG-Gruppe (aufgelöst)                                                                                          |
| 1.          | Hans-Gerd Fröhlich                | ab 21. März 1952                                               | WAV         | seit 13. Okt. 1950 Mitglied der BHE/DG-Gruppe (aufgelöst)                                                                                          |
| 1.          | Anna Maria Bieganowski            | 21. März 1952 bis 22. Apr. 1952 ab 9. Dez. 1952                | WAV         | Nachrückerin, Apr. bis Dez. 1952 Mitglied der DP/DPB-Fraktion                                                                                      |
| 1.          | Wilfried Keller                   | ab 24. Apr. 1952                                               | WAV         | Nachrücker, seit 1950 Mitglied des BHE |
| 1.          | Konrad Wittmann                   | 9. Mai 1952 bis 4. Jul. 1952                                   | WAV         | seit 6. Dez. 1951 DP, 1952 Wechsel zur CSU |
| 1.          | Erich Langer                      | 10. Juni 1952 bis 29. Mär 1953                                 | FDP         | Wechsel zur WAV |
| 1.          | Helene Wessel                     | ab 13. Nov. 1952                                               | Zentrum     | trat der GVP bei |
| 1.          | Hans Bodensteiner                 | ab 14. Nov. 1952                                               | CSU         | trat der GVP bei |
| 1.          | Hermann Etzel                     | ab 3. Dez. 1952                                                | BP          | trat der GVP bei |
| 1.          | Thea Arnold                       | ab 9. Dez. 1952                                                | Zentrum     | trat der GVP bei |
| 1.          | Richard Freudenberg               | ab 5. Dez. 1952                                                | –           | als unabhängiger Einzelkandidat gewählt, Gast der FDP-Fraktion                                                                                     |
| 1.          | Josef Wallner                     | ab 9. Dez. 1952                                                | WAV         | Dez. 1951 bis Dez. 1952 DP |
| 1.          | Otto Reindl                       | 9. Dez. 1952 bis 28. Apr. 1953                                 | WAV         | Dez. 1951 bis Dez. 1952 DP, zu Ende wieder WAV-Gruppe                                                                                              |
| 2.          | Johannes Brockmann                | gesamte Legislatur                                             | Zentrum     | Direktmandat |
| 2.          | Franz Böhner                      | bis 8. Jan. 1954                                               | Zentrum     | Direktmandat, verstorben |
| 2.          | Josef Rösing                      | 14. Jan. 1954 bis 25. Juni 1954                                | Zentrum     | eingetreten für Böhner, danach Wechsel zu CDU/CSU                                                                                                  |
| 2.          | Artur Stegner                     | 13. Jan. 1954 bis 20. Sep. 1958                                | FDP         | Wechsel zu GB/BHE |
| 2.          | Karlfranz Schmidt-Wittmack        | 24. Aug. 1954 bis 23. Feb. 1956                                | CDU         | ausgeschlossen, Mandatsverlust nach Flucht in die DDR                                                                                              |
| 2.          | Waldemar Kraft                    | 12. Juli 1955 bis 14. Juli 1955                                | GB/BHE      | auch Austritt aus Partei, ab 14. Juli 1955 Gruppe Kraft/Oberländer, ab 15. Juli 1955 Gäste der CDU/CSU-Fraktion, ab 20. März 1956 Beitritt CDU/CSU |
| 2.          | Theodor Oberländer                | 12. Juli 1955 bis 14. Juli 1955                                | GB/BHE      | auch Austritt aus Partei, ab 14. Juli 1955 Gruppe Kraft/Oberländer, ab 15. Juli 1955 Gäste der CDU/CSU-Fraktion, ab 20. März 1956 Beitritt CDU/CSU |
| 2.          | Reinhold F. Bender                | 12. Juli 1955 bis 14. Juli 1955                                | GB/BHE      | auch Austritt aus Partei, ab 14. Juli 1955 Gruppe Kraft/Oberländer, ab 15. Juli 1955 Gäste der CDU/CSU-Fraktion, ab 20. März 1956 Beitritt CDU/CSU |
| 2.          | Walter Eckhardt                   | 12. Juli 1955 bis 14. Juli 1955                                | GB/BHE      | auch Austritt aus Partei, ab 14. Juli 1955 Gruppe Kraft/Oberländer, ab 15. Juli 1955 Gäste der CDU/CSU-Fraktion, ab 20. März 1956 Beitritt CDU/CSU |
| 2.          | Eva Gräfin Finck von Finckenstein | 12. Juli 1955 bis 14. Juli 1955                                | GB/BHE      | auch Austritt aus Partei, ab 14. Juli 1955 Gruppe Kraft/Oberländer, ab 15. Juli 1955 Gäste der CDU/CSU-Fraktion, ab 20. März 1956 Beitritt CDU/CSU |
| 2.          | Horst Haasler                     | 12. Juli 1955 bis 14. Juli 1955                                | GB/BHE      | auch Austritt aus Partei, ab 14. Juli 1955 Gruppe Kraft/Oberländer, ab 15. Juli 1955 Gäste der CDU/CSU-Fraktion, ab 20. März 1956 Beitritt CDU/CSU |
| 2.          | Adolf Franz Samwer                | 12. Juli 1955 bis 14. Juli 1955                                | GB/BHE      | auch Austritt aus Partei, ab 14. Juli 1955 Gruppe Kraft/Oberländer, ab 15. Juli 1955 Gäste der CDU/CSU-Fraktion, ab 20. März 1956 Beitritt CDU/CSU |
| 3.          | Alexander Elbrächter              | 20. Juni 1958 bis 24. Juni 1958                                | DP          | Wechsel zu CDU/CSU |
| 3.          | Margot Kalinke                    | 1. Juli 1960 bis 20. Sep. 1960                                 | DP          | Wechsel zu CDU/CSU |
| 3.          | Hans-Joachim von Merkatz          | 1. Juli 1960 bis 20. Sep. 1960                                 | DP          | Wechsel zu CDU/CSU |
| 3.          | Ludwig Preiß                      | 1. Juli 1960 bis 20. Sep. 1960                                 | DP          | Wechsel zu CDU/CSU |
| 3.          | Victor-Emanuel Preusker           | 1. Juli 1960 bis 20. Sep. 1960                                 | DP          | Wechsel zu CDU/CSU |
| 3.          | Wilhelm Probst                    | 1. Juli 1960 bis 20. Sep. 1960                                 | DP          | Wechsel zu CDU/CSU |
| 3.          | Georg Ripken                      | 1. Juli 1960 bis 20. Sep. 1960                                 | DP          | Wechsel zu CDU/CSU |
| 3.          | Heinrich Schild                   | 1. Juli 1960 bis 20. Sep. 1960                                 | DP          | Wechsel zu CDU/CSU |
| 3.          | Hans-Christoph Seebohm            | 1. Juli 1960 bis 20. Sep. 1960                                 | DP          | Wechsel zu CDU/CSU |
| 3.          | Willy Steinmetz                   | 1. Juli 1960 bis 20. Sep. 1960                                 | DP          | Wechsel zu CDU/CSU |
| 3.          | Heinz Matthes                     | ab 3. Mai 1961                                                 | DP          | Auflösung der GDP-Gruppe |
| 3.          | Herbert Schneider                 | ab 3. Mai 1961                                                 | DP          | Auflösung der GDP-Gruppe |
| 3.          | Helmuth Schranz                   | ab 3. Mai 1961                                                 | DP          | Auflösung der GDP-Gruppe |
| 3.          | Georg Richard Kinat               | ab 18. Aug. 1961                                               | SPD         | auch aus Partei ausgetreten |
| 3.          | Arno Behrisch                     | ab 24. Okt. 1961                                               | SPD         | trat der DFU bei |
| 4.          | Wilhelm Gontrum                   | ab 20. Sep. 1962                                               | CDU         | auch aus Partei ausgetreten |
| 5.          | Walther Hellige                   | 13. Okt. 1967 bis 24. Okt. 1967                                | FDP         | Wechsel zu CDU/CSU |
| 6.          | Klaus-Peter Schulz                | 14. Okt. 1971 bis 19. Okt. 1971                                | SPD         | Wechsel zu CDU/CSU |
| 6.          | Herbert Hupka                     | 29. Feb. 1972 bis 3. März 1972                                 | SPD         | Wechsel zu CDU/CSU |
| 6.          | Franz Seume                       | 2. März 1972 bis 17. März 1972                                 | SPD         | Wechsel zu CDU/CSU (als Gast) |
| 6.          | Wilhelm Helms                     | 23. Apr. 1972 bis 5. Mai 1972                                  | FDP         | Wechsel zu CDU/CSU (als Gast) |
| 6.          | Günther Müller                    | 17. Mai 1972 bis 19. Sep. 1972                                 | SPD         | Wechsel zu CDU/CSU |
| 7.          | Hans-Uwe Emeis                    | ab 8. Dez. 1975                                                | SPD         | Nachrücker, trat Fraktion nicht bei, Februar 1976 aus Partei ausgeschlossen                                                                        |
| 7.          | Karl-Heinz Stienen                | ab 8. Dez. 1976                                                | SPD         | auch aus Partei ausgetreten |
| 8.          | Herbert Gruhl                     | ab 11. Juli 1978                                               | CDU         | Gründer der Grüne Aktion Zukunft |
| 9.          | Karl-Heinz Hansen                 | ab 14. Dez. 1981                                               | SPD         | ausgeschlossen, Mitgründer der Demokratischen Sozialisten                                                                                          |
| 9.          | Manfred Coppik                    | ab 27. Jan. 1982                                               | SPD         | Mitgründer der Demokratischen Sozialisten |
| 9.          | Karl Hofmann                      | ab 1. Apr. 1982                                                | SPD         | auch aus Partei ausgetreten |
| 9.          | Ingrid Matthäus-Maier             | 9. Nov. 1982 bis 2. Dez. 1982                                  | FDP         | auch aus Partei ausgetreten, aus dem Bundestag ausgeschieden (Wechsel zur SPD)                                                                     |
| 9.          | Friedrich Hölscher                | ab 23. Nov. 1982                                               | FDP         | auch aus Partei ausgetreten |
| 9.          | Andreas von Schoeler              | 23. Nov. 1982 bis 8. Dez. 1982                                 | FDP         | auch aus Partei ausgetreten, aus dem Bundestag ausgeschieden (Wechsel zur SPD)                                                                     |
| 9.          | Helga Schuchardt                  | 23. Nov. 1982 bis 10. Februar 1983                             | FDP         | auch aus Partei ausgetreten, aus dem Bundestag ausgeschieden                                                                                       |
| 10.         | Franz Handlos                     | ab 8. Juli 1983                                                | CSU         | Mitgründer der REP |
| 10.         | Ekkehard Voigt                    | ab 28. Okt. 1983                                               | CSU         | Mitgründer der REP |
| 10.         | Gert Bastian                      | 10. Feb. 1984 bis 18. März 1986                                | Grüne       | kehrte zur Grünen-Fraktion zurück |
| 10.         | Karl-Arnold Eickmeyer             | ab 27. Okt. 1986                                               | SPD         | |
| 10.         | Udo Tischer                       | ab 2. Dez. 1986                                                | Grüne       | |
| 11.         | Thomas Wüppesahl                  | ab 26. Jan. 1988                                               | Grüne       | aus der Fraktion ausgeschlossen |
| 11.         | Trude Unruh                       | ab 13. Nov. 1989                                               | Grüne       | als Parteilose gewählt, ab 12. Juli 1989 Graue; aus der Fraktion ausgeschlossen                                                                    |
| 11.         | Ulrich Briefs                     | ab 1. Okt. 1990                                                | Grüne       | kandidierte 1990 erfolgreich für die PDS |
| 12.         | Ortwin Lowack                     | ab 22. Apr. 1991                                               | CSU         | Gründer der FBU (1992) |
| 12.         | Bernd Henn                        | 21. Okt. 1991 bis 1. Jan. 1993                                 | PDS         | kehrte zur PDS-Gruppe zurück |
| 12.         | Ulrich Briefs                     | ab 19. Dez. 1991                                               | PDS         | |
| 12.         | Rudolf Karl Krause                | ab 25. Mai 1993                                                | CDU         | aus der Fraktion ausgeschlossen, trat den REP bei                                                                                                  |
| 12.         | Heinz-Dieter Hackel               | ab 20. März 1994                                               | FDP         | |
| 12.         | Christina Schenk                  | ab 10. Mai 1994                                                | B90/Gr.     | gewählt als Mitglied des UFV, kandidierte 1994 erfolgreich für die PDS                                                                             |
| 12.         | Angela Stachowa                   | ab 15. Juni 1994                                               | PDS         | als Parteilose gewählt |
| 13.         | Kurt Neumann                      | ab 8. Okt. 1996                                                | SPD         | ausgeschlossen |
| 13.         | Uwe Hiksch                        | 28. Sep. 1999 bis 5. Okt. 1999                                 | SPD         | Wechsel zur PDS |
| 14.         | Christa Lörcher                   | ab 15. Nov. 2001                                               | SPD         | |
| 15.         | Petra Pau                         | gesamte Legislatur                                             | PDS         | Direktmandat |
| 15.         | Gesine Lötzsch                    | gesamte Legislatur                                             | PDS         | Direktmandat |
| 15.         | Jürgen Möllemann                  | 11. Feb. 2003 bis 5. Juni 2003                                 | FDP         | verstorben |
| 15.         | Martin Hohmann                    | ab 14. Nov. 2003                                               | CDU         | ausgeschlossen |
| 16.         | Gert Winkelmeier                  | ab 13. Feb. 2006                                               | Linke       | |
| 16.         | Henry Nitzsche                    | ab 15. Dez. 2006                                               | CDU         | auch aus Partei ausgetreten |
| 16.         | Jörg Tauss                        | ab 20. Juni 2009                                               | SPD         | trat der Piratenpartei bei |
| 17.         | Wolfgang Nešković                 | ab 13. Dez. 2012                                               | Linke       | als Parteiloser gewählt |
| 18.         | Erika Steinbach                   | ab 15. Jan. 2017                                               | CDU         | auch aus Partei ausgetreten |
| 19.         | Frauke Petry                      | gesamte Legislatur                                             | AfD         | trat Fraktion nicht bei, Mitgründerin der Blauen Partei (bis Dez. 2019)                                                                            |
| 19.         | Mario Mieruch                     | gesamte Legislatur                                             | AfD         | trat am 4. Okt. 2017 aus der Fraktion aus, Blaue Partei (bis Dez. 2019), ab Nov. 2020 LKR                                                          |
| 19.         | Marco Bülow                       | ab 26. Nov. 2018                                               | SPD         | auch aus Partei ausgetreten, ab Nov. 2020 Die PARTEI                                                                                               |
| 19.         | Uwe Kamann                        | ab 17. Dez. 2018                                               | AfD         | auch aus Partei ausgetreten, ab Sep. 2020 LKR |
| 19.         | Lars Herrmann                     | ab 18. Dez. 2019                                               | AfD         | auch aus Partei ausgetreten |
| 19.         | Verena Hartmann                   | ab 27. Jan. 2020                                               | AfD         | im Dez. 2019 aus Partei ausgetreten |
| 19.         | Frank Pasemann                    | ab 15. Nov. 2020                                               | AfD         | aus der Partei ausgeschlossen |
| 19.         | Nikolas Löbel                     | 7. März 2021 bis 10. März 2021                                 | CDU         | am 8. März 2021 auch aus Partei ausgetreten, Mandat niedergelegt                                                                                   |
| 19.         | Georg Nüßlein                     | ab 7. März 2021                                                | CSU         | auch aus Partei ausgetreten |
| 19.         | Bruno Hollnagel                   | ab 25. Juni 2021                                               | AfD         | auch aus Partei ausgetreten |
| 19.         | Heiko Heßenkemper                 | 29. Juni 2021 bis 24. August 2021                              | AfD         | auch aus Partei ausgetreten, am 24. Aug. 2021 Wiederaufnahme in die AfD-Fraktion                                                                   |
| 20.         | Stefan Seidler                    | ab Konstituierung                                              | SSW         | |
| 20.         | Matthias Helferich                | ab Konstituierung                                              | AfD         | Verzicht auf Beitritt zur Fraktion |
| 20.         | Uwe Witt                          | ab 30. Dez. 2021                                               | AfD         | auch aus Partei ausgetreten, von Jan. bis Aug. 2022 Deutsche Zentrumspartei, ab Dezember 2024 Bündnis Deutschland                                  |
| 20.         | Johannes Huber                    | ab 30. Dez. 2021                                               | AfD         | auch aus Partei ausgetreten |
| 20.         | Robert Farle                      | ab 9. Sep. 2022                                                | AfD         | im November 2023 auch aus der Partei ausgetreten                                                                                                   |
| 20.         | Joana Cotar                       | ab 21. Nov. 2022                                               | AfD         | auch aus Partei ausgetreten |
| 20.         | Ali Al-Dailami                    | 6. Dez. 2023 bis 2. Februar 2024                               | Linke       | Auflösung der Fraktion am 6. Dezember 2023; bereits am 23. Oktober 2023 aus der Partei ausgetreten. Am 2. Februar 2024 Bildung der Gruppe BSW.     |
| 20.         | Sevim Dağdelen                    | 6. Dez. 2023 bis 2. Februar 2024                               | Linke       | Auflösung der Fraktion am 6. Dezember 2023; bereits am 23. Oktober 2023 aus der Partei ausgetreten. Am 2. Februar 2024 Bildung der Gruppe BSW.     |
| 20.         | Klaus Ernst                       | 6. Dez. 2023 bis 2. Februar 2024                               | Linke       | Auflösung der Fraktion am 6. Dezember 2023; bereits am 23. Oktober 2023 aus der Partei ausgetreten. Am 2. Februar 2024 Bildung der Gruppe BSW.     |
| 20.         | Andrej Hunko                      | 6. Dez. 2023 bis 2. Februar 2024                               | Linke       | Auflösung der Fraktion am 6. Dezember 2023; bereits am 23. Oktober 2023 aus der Partei ausgetreten. Am 2. Februar 2024 Bildung der Gruppe BSW.     |
| 20.         | Christian Leye                    | 6. Dez. 2023 bis 2. Februar 2024                               | Linke       | Auflösung der Fraktion am 6. Dezember 2023; bereits am 23. Oktober 2023 aus der Partei ausgetreten. Am 2. Februar 2024 Bildung der Gruppe BSW.     |
| 20.         | Amira Mohamed Ali                 | 6. Dez. 2023 bis 2. Februar 2024                               | Linke       | Auflösung der Fraktion am 6. Dezember 2023; bereits am 23. Oktober 2023 aus der Partei ausgetreten. Am 2. Februar 2024 Bildung der Gruppe BSW.     |
| 20.         | Żaklin Nastić                     | 6. Dez. 2023 bis 2. Februar 2024                               | Linke       | Auflösung der Fraktion am 6. Dezember 2023; bereits am 23. Oktober 2023 aus der Partei ausgetreten. Am 2. Februar 2024 Bildung der Gruppe BSW.     |
| 20.         | Jessica Tatti                     | 6. Dez. 2023 bis 2. Februar 2024                               | Linke       | Auflösung der Fraktion am 6. Dezember 2023; bereits am 23. Oktober 2023 aus der Partei ausgetreten. Am 2. Februar 2024 Bildung der Gruppe BSW.     |
| 20.         | Alexander Ulrich                  | 6. Dez. 2023 bis 2. Februar 2024                               | Linke       | Auflösung der Fraktion am 6. Dezember 2023; bereits am 23. Oktober 2023 aus der Partei ausgetreten. Am 2. Februar 2024 Bildung der Gruppe BSW.     |
| 20.         | Sahra Wagenknecht                 | 6. Dez. 2023 bis 2. Februar 2024                               | Linke       | Auflösung der Fraktion am 6. Dezember 2023; bereits am 23. Oktober 2023 aus der Partei ausgetreten. Am 2. Februar 2024 Bildung der Gruppe BSW.     |
| 20.         | Gökay Akbulut                     | 6. Dez. 2023 bis 2. Februar 2024                               | Linke       | Auflösung der Fraktion am 6. Dezember 2023. Am 2. Februar 2024 Bildung der Gruppe Die Linke.                                                       |
| 20.         | Dietmar Bartsch                   | 6. Dez. 2023 bis 2. Februar 2024                               | Linke       | Auflösung der Fraktion am 6. Dezember 2023. Am 2. Februar 2024 Bildung der Gruppe Die Linke.                                                       |
| 20.         | Matthias W. Birkwald              | 6. Dez. 2023 bis 2. Februar 2024                               | Linke       | Auflösung der Fraktion am 6. Dezember 2023. Am 2. Februar 2024 Bildung der Gruppe Die Linke.                                                       |
| 20.         | Clara Bünger                      | 6. Dez. 2023 bis 2. Februar 2024                               | Linke       | Auflösung der Fraktion am 6. Dezember 2023. Am 2. Februar 2024 Bildung der Gruppe Die Linke.                                                       |
| 20.         | Anke Domscheit-Berg               | 6. Dez. 2023 bis 2. Februar 2024                               | Linke       | Auflösung der Fraktion am 6. Dezember 2023. Am 2. Februar 2024 Bildung der Gruppe Die Linke.                                                       |
| 20.         | Susanne Ferschl                   | 6. Dez. 2023 bis 2. Februar 2024                               | Linke       | Auflösung der Fraktion am 6. Dezember 2023. Am 2. Februar 2024 Bildung der Gruppe Die Linke.                                                       |
| 20.         | Nicole Gohlke                     | 6. Dez. 2023 bis 2. Februar 2024                               | Linke       | Auflösung der Fraktion am 6. Dezember 2023. Am 2. Februar 2024 Bildung der Gruppe Die Linke.                                                       |
| 20.         | Christian Görke                   | 6. Dez. 2023 bis 2. Februar 2024                               | Linke       | Auflösung der Fraktion am 6. Dezember 2023. Am 2. Februar 2024 Bildung der Gruppe Die Linke.                                                       |
| 20.         | Ates Gürpinar                     | 6. Dez. 2023 bis 2. Februar 2024                               | Linke       | Auflösung der Fraktion am 6. Dezember 2023. Am 2. Februar 2024 Bildung der Gruppe Die Linke.                                                       |
| 20.         | Gregor Gysi                       | 6. Dez. 2023 bis 2. Februar 2024                               | Linke       | Auflösung der Fraktion am 6. Dezember 2023. Am 2. Februar 2024 Bildung der Gruppe Die Linke.                                                       |
| 20.         | André Hahn                        | 6. Dez. 2023 bis 2. Februar 2024                               | Linke       | Auflösung der Fraktion am 6. Dezember 2023. Am 2. Februar 2024 Bildung der Gruppe Die Linke.                                                       |
| 20.         | Susanne Hennig-Wellsow            | 6. Dez. 2023 bis 2. Februar 2024                               | Linke       | Auflösung der Fraktion am 6. Dezember 2023. Am 2. Februar 2024 Bildung der Gruppe Die Linke.                                                       |
| 20.         | Jan Korte                         | 6. Dez. 2023 bis 2. Februar 2024                               | Linke       | Auflösung der Fraktion am 6. Dezember 2023. Am 2. Februar 2024 Bildung der Gruppe Die Linke.                                                       |
| 20.         | Ina Latendorf                     | 6. Dez. 2023 bis 2. Februar 2024                               | Linke       | Auflösung der Fraktion am 6. Dezember 2023. Am 2. Februar 2024 Bildung der Gruppe Die Linke.                                                       |
| 20.         | Caren Lay                         | 6. Dez. 2023 bis 2. Februar 2024                               | Linke       | Auflösung der Fraktion am 6. Dezember 2023. Am 2. Februar 2024 Bildung der Gruppe Die Linke.                                                       |
| 20.         | Ralph Lenkert                     | 6. Dez. 2023 bis 2. Februar 2024                               | Linke       | Auflösung der Fraktion am 6. Dezember 2023. Am 2. Februar 2024 Bildung der Gruppe Die Linke.                                                       |
| 20.         | Gesine Lötzsch                    | 6. Dez. 2023 bis 2. Februar 2024                               | Linke       | Auflösung der Fraktion am 6. Dezember 2023. Am 2. Februar 2024 Bildung der Gruppe Die Linke.                                                       |
| 20.         | Pascal Meiser                     | 6. Dez. 2023 bis 2. Februar 2024                               | Linke       | Auflösung der Fraktion am 6. Dezember 2023. Am 2. Februar 2024 Bildung der Gruppe Die Linke.                                                       |
| 20.         | Cornelia Möhring                  | 6. Dez. 2023 bis 2. Februar 2024                               | Linke       | Auflösung der Fraktion am 6. Dezember 2023. Am 2. Februar 2024 Bildung der Gruppe Die Linke.                                                       |
| 20.         | Petra Pau                         | 6. Dez. 2023 bis 2. Februar 2024                               | Linke       | Auflösung der Fraktion am 6. Dezember 2023. Am 2. Februar 2024 Bildung der Gruppe Die Linke.                                                       |
| 20.         | Sören Pellmann                    | 6. Dez. 2023 bis 2. Februar 2024                               | Linke       | Auflösung der Fraktion am 6. Dezember 2023. Am 2. Februar 2024 Bildung der Gruppe Die Linke.                                                       |
| 20.         | Victor Perli                      | 6. Dez. 2023 bis 2. Februar 2024                               | Linke       | Auflösung der Fraktion am 6. Dezember 2023. Am 2. Februar 2024 Bildung der Gruppe Die Linke.                                                       |
| 20.         | Heidi Reichinnek                  | 6. Dez. 2023 bis 2. Februar 2024                               | Linke       | Auflösung der Fraktion am 6. Dezember 2023. Am 2. Februar 2024 Bildung der Gruppe Die Linke.                                                       |
| 20.         | Martina Renner                    | 6. Dez. 2023 bis 2. Februar 2024                               | Linke       | Auflösung der Fraktion am 6. Dezember 2023. Am 2. Februar 2024 Bildung der Gruppe Die Linke.                                                       |
| 20.         | Bernd Riexinger                   | 6. Dez. 2023 bis 2. Februar 2024                               | Linke       | Auflösung der Fraktion am 6. Dezember 2023. Am 2. Februar 2024 Bildung der Gruppe Die Linke.                                                       |
| 20.         | Petra Sitte                       | 6. Dez. 2023 bis 2. Februar 2024                               | Linke       | Auflösung der Fraktion am 6. Dezember 2023. Am 2. Februar 2024 Bildung der Gruppe Die Linke.                                                       |
| 20.         | Kathrin Vogler                    | 6. Dez. 2023 bis 2. Februar 2024                               | Linke       | Auflösung der Fraktion am 6. Dezember 2023. Am 2. Februar 2024 Bildung der Gruppe Die Linke.                                                       |
| 20.         | Janine Wissler                    | 6. Dez. 2023 bis 2. Februar 2024                               | Linke       | Auflösung der Fraktion am 6. Dezember 2023. Am 2. Februar 2024 Bildung der Gruppe Die Linke.                                                       |
| 20.         | Thomas Seitz                      | ab 31. März 2024                                               | AfD         | auch aus Partei ausgetreten |
| 20.         | Dirk Spaniel                      | ab 15. Okt. 2024                                               | AfD         | auch aus Partei ausgetreten, ab Januar 2025 Werteunion                                                                                             |
| 20.         | Volker Wissing                    | ab 7. Nov. 2024                                                | FDP         | auch aus Partei ausgetreten |
| 21.         | Stefan Seidler                    | ab Konstituierung                                              | SSW         | |
| 21.         | Sieghard Knodel                   | ab 5. Mai 2025                                                 | AfD         | auch aus Partei ausgetreten |